# Бріттані Аллен
Бріттані Аллен (англ. Brittany Allen; нар. 5 лютого 1986) — канадська акторка, відома за роль Марісси Чандлер у т/с Всі мої діти (2009—2010), за яку вона отримала Денну премію «Еммі» в номінації За видатну жіночу роль в 2011 р.

## Життєпис
Навчалася в школі мистецтв Ітобікоук, у Торонто, Канада та Шеріданському інституті технологій та поглибленого вивчення в Оуквіллі, Онтаріо, Канада.
Бріттані зіграла роль Марісси Чандлер у т/с Всі мої діти від 21 квітня 2009 р. по 21 грудня 2010. Вона отримала свою першу номінацію Еммі в 2011 р. за наймолодшу жіночу роль у драматичному серіалі.
Мала незначні ролі в телевізійних фільмах.

## Особисте життя
Її зріст — 1,74 м.

## Фільмографія
| Рік  | Назва              | Роль                 | Примітки               |
| ---- | ------------------ | -------------------- | ---------------------- |
| 1999 | Неспокійні духи    | Стейсі               | Телефільм              |
| 2000 | Віртуальна мама    | Мелінда              | Телефільм              |
| 2001 | Волтер і Генрі     | Джун                 | Телефільм              |
| 2002 | Здача              | Молода Мері Фоулі    |                        |
| 2004 | Королева балу      | Брітні 2             | Телефільм              |
| 2004 | Що зробила Кейті   | Сісі Голл            | Телефільм              |
| 2008 | Рокер              | Дівчина серця Метта  |                        |
| 2008 | Ми курчата         | Сара Лассітер        | Короткометражний фільм |
| 2009 | Глюк               | Майя                 | Короткометражний фільм |
| 2010 | За кордоном        | Фрайді Лівінгстон    | Телефільм              |
| 2010 | Верона             | Періс                | Короткометражний фільм |
| 2012 | Мертві до світанку | Люсі Вінтроп         |                        |
| 2014 | Позаземний         | Ейпріл               |                        |
| 2015 | Нарди              | Міранда              |                        |
| 2017 | Пила 8             | Карлі                |                        |
| 2018 | Омен: Переродження | Маргарет Сент-Джеймс |                        |

| Рік       | Назва                   | Роль                 | Примітки                            |
| --------- | ----------------------- | -------------------- | ----------------------------------- |
| 2002      | Я люблю мумію           | Іззі                 | 1 епізод                            |
| 2003      | Вуличний час            | Конні                | 1 епізод                            |
| 2008      | Найцінніший гравець     | Молода жінка         | 1 епізод                            |
| 2008      | Розслідування катастроф | Стюардеса Сенді Перл | 1 епізод                            |
| 2009      | Слухач                  | Лесл Кехілл          | 1 епізод                            |
| 2009-2010 | Усі мої діти            | Марісса Чандлер      | Наймолодша акторка драматичної ролі |
| 2012      | Бомбові дівчата         | Хезел Макдугелл      | 2 епізоди                           |
| 2013      | Поклик крові            | Делла                | 1 епізод                            |
| 2013      | Виклик                  | Тірра                | 5 епізодів                          |
| 2013      | Задоволення             | Ешлі                 | 1 епізод                            |
| 2013      | Зіграно                 | Бет                  | 1 епізод                            |
| 2013      | Республіка Дойла        | Емі Коен             | 1 епізод                            |
| 2014      | Склад 13                | Лаура Рот            | 1 епізод                            |

## Нагороди
| Рік  | Нагорода                                                          | Фільм        | Результат |
| ---- | ----------------------------------------------------------------- | ------------ | --------- |
| 2011 | Денна премія «Еммі», Найкраща наймолодша акторка драматичної ролі | Всі мої діти | Перемога  |